# Blockbuster Entertainment Awards
O Blockbuster Entertainment Awards foi um prêmio distribuído anualmente de cinema e música estadunidense, entre 1994 e 2001, em Los Angeles, California.
Embora esta premiação fosse muitas vezes comparado com o People's Choice Awards, seus prêmios apresentavam uma perspectiva única no que diz respeito a honrar os melhores trabalhos de cada ano.

## Início
Foi ao ar sua primeira cerimônia, em 1994. A cerimônia de premiação contou com muitos dos atores principais desse ano. Harrison Ford ganhou como Melhor Ator por seu papel no filme "The Fugitive" (no Brasil: O Fugitivo). A primeira cerimônia foi um sucesso que levou a cerimônia para criar uma lista de atores e músicos.
No ano seguinte, o Blockbuster Entertainment Awards contou com Kelsey Grammer como anfitrião. Superestrelas como William Baldwin e Cindy Crawford serviram como apresentadores. Este ano foi muito significativo pois contava com o produtor Ken Ehrlich, creditado a produção das cerimônias dos prêmios Emmys e o Grammy Award.
O prêmio era patrocinado por fortes empresas, como a MCI WorldCom, Coca-Cola, Visa, Paramount Pictures e America Online, bem como contava com a credibilidade e produção de Ken Ehrlich, o que deveria garantir a longevidade da cerimônia de premiação. Entretanto, a última cerimônia de premiação foi realizada em abril de 2001.

## Categorias
| - Melhor Ator - Drama - Melhor Ator - Drama/Romance - Melhor Ator - Comédia/Romance - Melhor Ator - Comédia - Melhor Ator - Horror (apenas internet) - Melhor Ator - Ação - Melhor Ator - Suspense - Melhor Ator - Ficção Científica - Melhor Atriz – Drama - Melhor Atriz - Drama/Romance - Melhor Atriz - Comédia/Romance - Melhor Atriz - Comédia - Melhor Atriz - Horror (apenas internet) - Melhor Atriz - Ação - Melhor Atriz - Suspense - Melhor Atriz - Ficção Científica | - Melhor Ator Coadjuvante – Drama - Melhor Ator Coadjuvante - Drama/Romance - Melhor Ator Coadjuvante - Comédia/Romance - Melhor Ator Coadjuvante - Comédia - Melhor Ator Coadjuvante - Horror (apenas internet) - Melhor Ator Coadjuvante - Ação - Melhor Ator Coadjuvante - Suspense - Melhor Ator Coadjuvante - Ficção Científica - Melhor Atriz Coadjuvante - Drama - Melhor Atriz Coadjuvante - Drama/Romance - Melhor Atriz Coadjuvante - Comédia/Romance - Melhor Atriz Coadjuvante - Comédia - Melhor Atriz Coadjuvante - Horror (apenas internet) - Melhor Atriz Coadjuvante - Ação - Melhor Atriz Coadjuvante - Suspense - Melhor Atriz Coadjuvante - Ficção Científica | - Melhor Trilha Sonora (apenas internet) - Melhor Trilha Sonora de filme (apenas internet) - Melhor Time em Ação (apenas internet) - Melhor Filme de Família - Melhor Vilão - Melhor Artista Mundial |

## Fim da cerimônia
A própria Blockbuster, hoje, não faz menção alguma ao prêmio. A cerimônia de premiação, honrada com a participação de Pierce Brosnan e LL Cool J foram completamente apagadas do site. Não existem mais links incluídos no site e uma pesquisa no site não retorna resultados. Por outro lado, muitos artistas vencedores incluem estes prêmios em sua lista de realizações.
Não há muitas respostas disponíveis a respeito de porque os Blockbuster Entertainment Awards deixou de continuar. Há uma teoria que prevalece é que os vencedores eram escolhidos com base em vendas de filmes da empresa e, portanto, não seriam uma boa determinação de quem foram os melhores artistas. Outra teoria é de que o crescimento de empresas de entrega filmes pelo correio, como a Netflix e ofertas de televisão por assinatura estavam começando a criar outros problemas para empresa-mãe, a Blockbuster.